# Bruce Langley
Bruce Langley (* 3. April 1992 in Colchester) ist ein britischer Schauspieler.

## Werdegang
Bruce Langley startete seine Schauspielkarriere nachdem er 2014 mit einem First Class Masters in Physical Actor Training and Performance die University of Kent abschloss. Seine erste Rolle übernahm er in dem Kurzfilm Lie. 
Größere Bekanntheit erlangte er 2017, als er die Rolle des Technischen Jungen (Technical Boy) in der Serie American Gods übernahm. Langley lebt inzwischen in Los Angeles.

## Filmografie
- 2014: Lie (Kurzfilm)
- 2015: Deadly Waters
- 2015: Dox (Kurzfilm)
- 2017–2021: American Gods (Fernsehserie)
- 2023: The Great (Fernsehserie)